# Chiromyiformes
Chiromyiformes představuje jeden ze tří současných infrařádů strepsirhinních primátů, jenž je zastoupen pouze jedním žijícím druhem: ksukol ocasatý (Daubentonia madagascariensis) z čeledi ksukolovití (Daubentoniidae). Ksukol ocasatý je asi 30 až 40 cm dlouhý primát s ocasem o délce 45 až 55 cm. Vyskytuje se v deštných pralesích i opadavých lesích na ostrově Madagaskar. Ksukol ocasatý se vyznačuje sníženým počtem zubů, celkový zubní vzorec činí I 1/1, C 0/0, P 1/0, M 3/3 = 18 zubů. Mimo ksukola ocasatého zahrnuje čeleď ksukolovitých jeden vyhynulý druh Daubentonia robusta. Gunnell & kol. (2018) jakožto blízkého příbuzného rodu Daubentonia zařadili rod domnělého netopýra Propotto a do infrařádu Chiromyiformes taktéž zařadili problematickou čeleď strepsirhinních primátů Plesiopithecidae.
V některých klasifikačních systémech je infrařád Chiromyiformes začleněn v rámci infrařádu Lemuriformes. Ohledně vztahů mezi ostatními dvěma infrařády strepsirhinních primátů (Lemuriformes a Lorisiformes) probíhaly debaty. Pokud by Chiromyiformes představovali bazální linii strepsirhinních primátů, pak se mohli vyvinout již před více než 60 miliony lety. Na základě analýz molekulárních hodin se zdá, že infrařád Chiromyiformes představuje sesterský taxon vůči Lemuriformes a klad Lemuriformes+Chiromyiformes se oddělil od Lorisiformes. Vývojové linie Lemuriformes a Chiromyiformes se oddělily před více než 45 miliony lety; na základě studie z roku 2012 Lemuriformes a Chiromyiformes divergovaly před asi 50 miliony lety.